# Martin Velkovski
Martin Velkovski (mazedonisch Мартин Велковски, * 10. März 1997 in Skopje) ist ein nordmazedonischer Handballspieler.

## Karriere

### Im Verein
Martin Velkovski spielte bis 2019 für HC Metalurg Skopje. 2019 wechselte er zu RK Eurofarm Pelister. Mit Pelister gewann er 2023 die mazedonische Meisterschaft. Seit 2023 steht er im Kader von RK Alkaloid. 2024 gewann er den Pokal.

### In Auswahlmannschaften
Mit der Juniorennationalmannschaft belegte er den 6. Platz bei der U21-Weltmeisterschaft 2017.
Sein erstes Turnier mit der nordmazedonischen Nationalmannschaft war die Europameisterschaft 2018, wo sie den 11. Platz belegten. Auch bei der Europameisterschaft 2020 stand er im Kader und belegte mit Mazedonien den 15. Platz. 2021 nahm er mit Nordmazedonien an seiner ersten Weltmeisterschaft teil und belegte dort den 23. Platz. Bei der Europameisterschaft 2022 belegten sie den 22. Platz. Er stand im Kader für die Europameisterschaft 2024 und belegte mit Nordmazedonien den 17. Platz. Bei der Weltmeisterschaft 2025 warf er sieben Tore in sechs Spielen und belegte mit dem Team den 15. Platz.

## Privat
Sein Bruder Darko Velkovski spielt für die nordmazedonische Fußballnationalmannschaft.